# Appunettia
Appunettia es un género con una especie de plantas con flores perteneciente a la familia Rubiaceae. 
Es un sinónimo de Morinda.

## Especies seleccionadas
- Appunettia angolensis